# 90 Skrzydło Rakiet
90 Skrzydło Rakiet (ang. 90th Missile Wing) – jednostka organizacyjna amerykańskich sił powietrznych w skład której wchodzą balistyczne pociski rakietowe LGM-30G Minuteman III.
90 Skrzydło Rakiet stacjonujące w bazie F. E. Warren w stanie Wyoming. Silosy z rakietami rozmieszczone są na terenie stanów: Wyoming, Nebraska i Kolorado.

## Struktura organizacyjna
W roku 2016:
- dowództwo dywizjonu
- 319 dywizjon rakiet strategicznych
- 320 dywizjon rakiet strategicznych
- 321 dywizjon rakiet strategicznych